# Штиль (ракета-носитель)
«Штиль» — российская ракета-носитель, созданная на базе баллистической ракеты подводных лодок (БРПЛ) Р-29РМ (РСМ-54). 
Генеральный конструктор — И. И. Величко, главный конструктор — Ю. А. Каверин. 
Комплекс создан на базе серийной морской баллистической ракеты в рамках работ по конверсии, при этом в отличие от ракеты[какой?] «Штиль-2»[прояснить] предусмотрена более глубокая модернизация с новой последней ступенью.
Начало эксплуатации ракетного комплекса — 1998 год. Статус: в разработке, проект активен[когда?]. 
Разработаны 3 модификации:
«Штиль-1» — представляет собой серийную ракету Р-29РМ (РСМ-54) (ракета имеет три ступени и работает на высококипящих компонентах топлива (НДМГ + АТ)) с дополнительно установленной телеметрической аппаратурой. Полезная нагрузка объёмом до 0,183 м³ размещается в штатном отсеке ракеты. Пуск проводится из шахты подводной лодки из подводного положения. «Штиль-1» позволяет вывести на круговую орбиту высотой 400 км и наклонением 79° полезный груз массой 70 кг. 
Первый в мире запуск спутника с борта подводной лодки состоялся 7 июля 1998: ракета «Штиль-1», запущенная с АПЛ К-407 «Новомосковск», вывела на околоземную орбиту два немецких спутника — Tubsat-N и Tubsat-N1.
«Штиль-2» — второй этап модернизации ракеты. Для размещения полезной нагрузки спроектирован специальный отсек объёмом 1,87 м³, закрытый аэродинамическим обтекателем. Запуск ракеты производится с наземного стартового комплекса или из шахты подводной лодки в надводном положении. Стоимость пуска — 4—5 млн долл.
В 2009 году, по итогам всероссийского конкурса «100 лучших товаров России», ракета-носитель «Штиль» удостоена почётного статуса «Гордость Отечества».
«Штиль-3А» — третий этап модернизации ракеты. Воздушный старт: ракета дислоцируется на пусковой платформе в грузовом отсеке транспортного самолёта Ан-124АРКК или Ил-76МД в горизонтальном положении. Сброс ракеты с носителя производится на высоте 10-12 км при скорости самолёта 760—800 км/ч. При старте ракета с пусковой платформой вытягивается из самолёта специальной парашютной системой, после чего на заданной высоте она отделяется от платформы и запускается двигатель 1-й ступени. Для взлёта самолёта-носителя необходим аэродром первого класса или внеклассный. Запуск РН может производится на удалении около 4000 км от аэродрома старта.

## Список запусков
По состоянию на: 26 мая 2006
| № Пуска | Дата и время (UTC) | Тип      | Место запуска                      | Полезная нагрузка           | Тип полезной нагрузки                                                             | Полезная нагрузка в кг | Орбита                    | Примечания |
| ------- | ------------------ | -------- | ---------------------------------- | --------------------------- | --------------------------------------------------------------------------------- | ---------------------- | ------------------------- | ---------- |
| 1       | 7 июля 1998        | Штиль-1Н | Баренцево море, Новомосковск (АПЛ) | Tubsat-N, Tubsat-N1 Штиль-1 | Спутник связи и Исследовательский спутник, Ракетная ступень с техн. инструментами | 8,5 кг; 3,0 кг         | Низкая околоземная орбита | Успех      |
| 2       | 26 мая 2006 19:50  | Штиль-1Н | Баренцево море, Екатеринбург (АПЛ) | Компас 2                    | Исследовательский спутник                                                         | 86 кг                  | Гелиосинхронная орбита    | Успех      |